# Balká kormányzóság

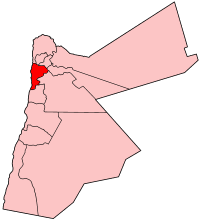
Balká kormányzóság elhelyezkedése Jordánián belül

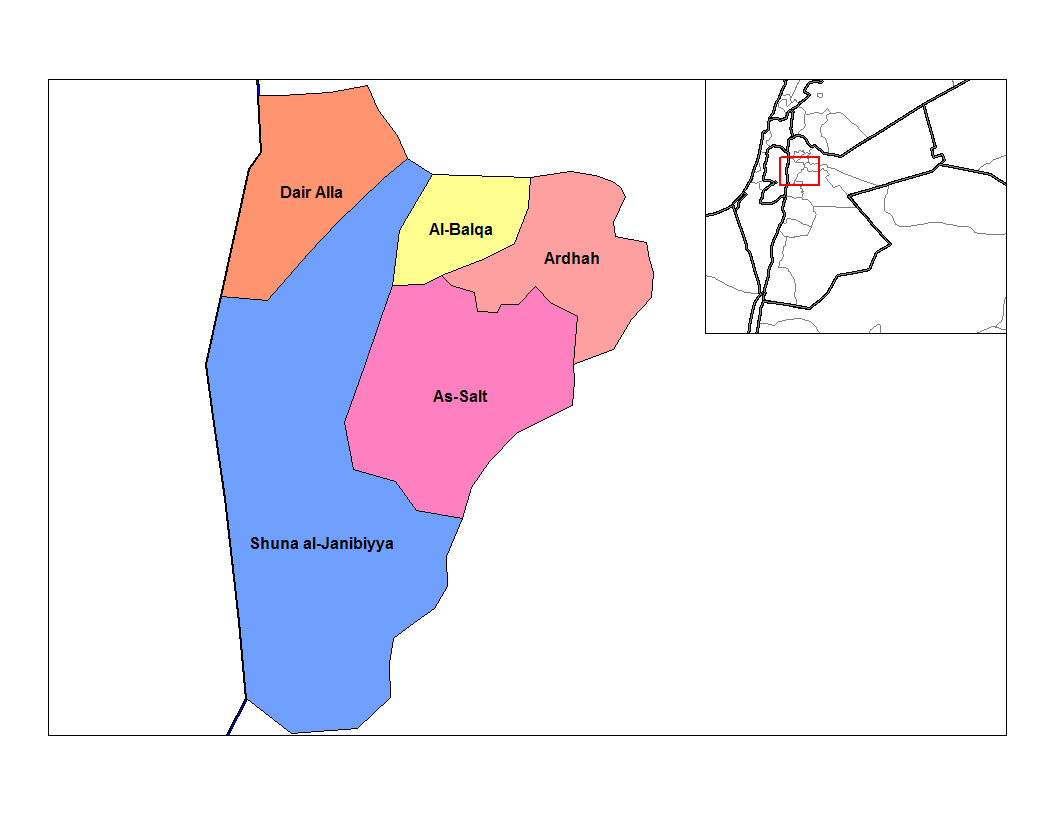
A tartomány körzetei

El-Balká kormányzóság (arabul محافظة البلقاء [Muḥāfaẓat al-Balqāʾ]) Jordánia tizenkét kormányzóságának egyike. Az ország északnyugati részén fekszik. Északon Irbid, Adzslún és Dzseras, északkeleten ez-Zarká, délkeleten a Főváros, délen Mádaba, nyugaton pedig a Palesztinához tartozó Ciszjordánia határolja. Székhelye asz-Szalt városa. Területe 1 076 km², népessége 349 580 fő. Területe öt körzetre (livá) oszlik (Ajn el-Bása, Dajr Alla, Máhisz és Fahísz, esz-Szalt, es-Súna el-Dzsanúbijja).